# Toro Canyon
Toro Canyon és una concentració de població designada pel cens dels Estats Units a l'estat de Califòrnia. Segons el cens del 2000 tenia 1.697 habitants.

## Demografia
Segons el cens del 2000, Toro Canyon tenia 1.697 habitants, 698 habitatges i 450 famílies. La densitat de població era de 180,5 habitants/km².
Dels 698 habitatges, en un 22,8 % hi vivien nens de menys de 18 anys, en un 54,2 % hi vivien parelles casades, en un 7,3 % dones solteres, i en un 35,4 % no eren unitats familiars. En el 27,9 % dels habitatges hi vivien persones soles el 9,5 % de les quals corresponia a persones de 65 anys o més que vivien soles. El nombre mitjà de persones vivint en cada habitatge era de 2,43 i el nombre mitjà de persones que vivien en cada família era de 2,91.
Per edats la població es repartia de la següent manera: un 20,2 % tenia menys de 18 anys, un 5,7 % entre 18 i 24, un 25 % entre 25 i 44, un 31,8 % de 45 a 60 i un 17,4 % 65 anys o més.
L'edat mediana era de 44 anys. Per cada 100 dones de 18 o més anys hi havia 95,5 homes.
La renda mediana per habitatge era de 68.789 $ i la renda mediana per família de 79.732 $. Els homes tenien una renda mediana de 58.207 $ mentre que les dones 32.969 $. La renda per capita de la població era de 45.967 $. Entorn del 4,6 % de les famílies i el 7,4 % de la població estaven per davall del llindar de pobresa.

## Poblacions més properes
El següent diagrama mostra les poblacions més properes.